# Eggiwil
Eggiwil is een gemeente en plaats in het Zwitserse kanton Bern, en maakt deel uit van het district Emmental.
Eggiwil telt 2.433 inwoners.